# Stanisław Barej
Stanisław Barej (ur. 30 marca 1956) – polski zapaśnik startujący w stylu klasycznym, medalista mistrzostw Europy.

## Kariera sportowa
Karierę sportową rozpoczął w klubie LKS Cement Gryf Chełm, następnie występował w Unii Racibórz i Legii Warszawa. Jego największym sukcesem na arenie międzynarodowej było zdobycie dwóch brązowych medali mistrzostw Europy seniorów w kategorii 68 kg (1985, 1986). Na mistrzostwach świata w 1986 zajął 6. miejsce. Był także wicemistrzem Europy juniorów w kategorii 62 kg (1976).
Na mistrzostwach Polski wywalczył złoty medal w 1981, 1987 i 1988, (kat. 68 kg) srebrny medal w 1976 (kat. 62 kg), 1979 (kat. 68 kg), 1986 (kat. 68 kg), brązowy medal w 1984 (kat. 68 kg).
Mieszka na stałe w USA.